# Bobrowisko
Bobrowisko [pronunciación en polaco: /bɔbrɔˈviskɔ/] es un pueblo ubicado en el distrito administrativo de Gmina Suwałki, dentro del condado de Suwałki, Voivodato de Podlaquia, en el noreste de Polonia. Se encuentra a unos 17 kilómetros al noreste de Suwałki y a 119 kilómetros al norte de la capital regional Białystok.